# Montdidier
|  | Per a altres significats, vegeu «Montdidier (Mosel·la)». |

Montdidier és un municipi francès al departament del Somme (regió dels Alts de França).

## Referències

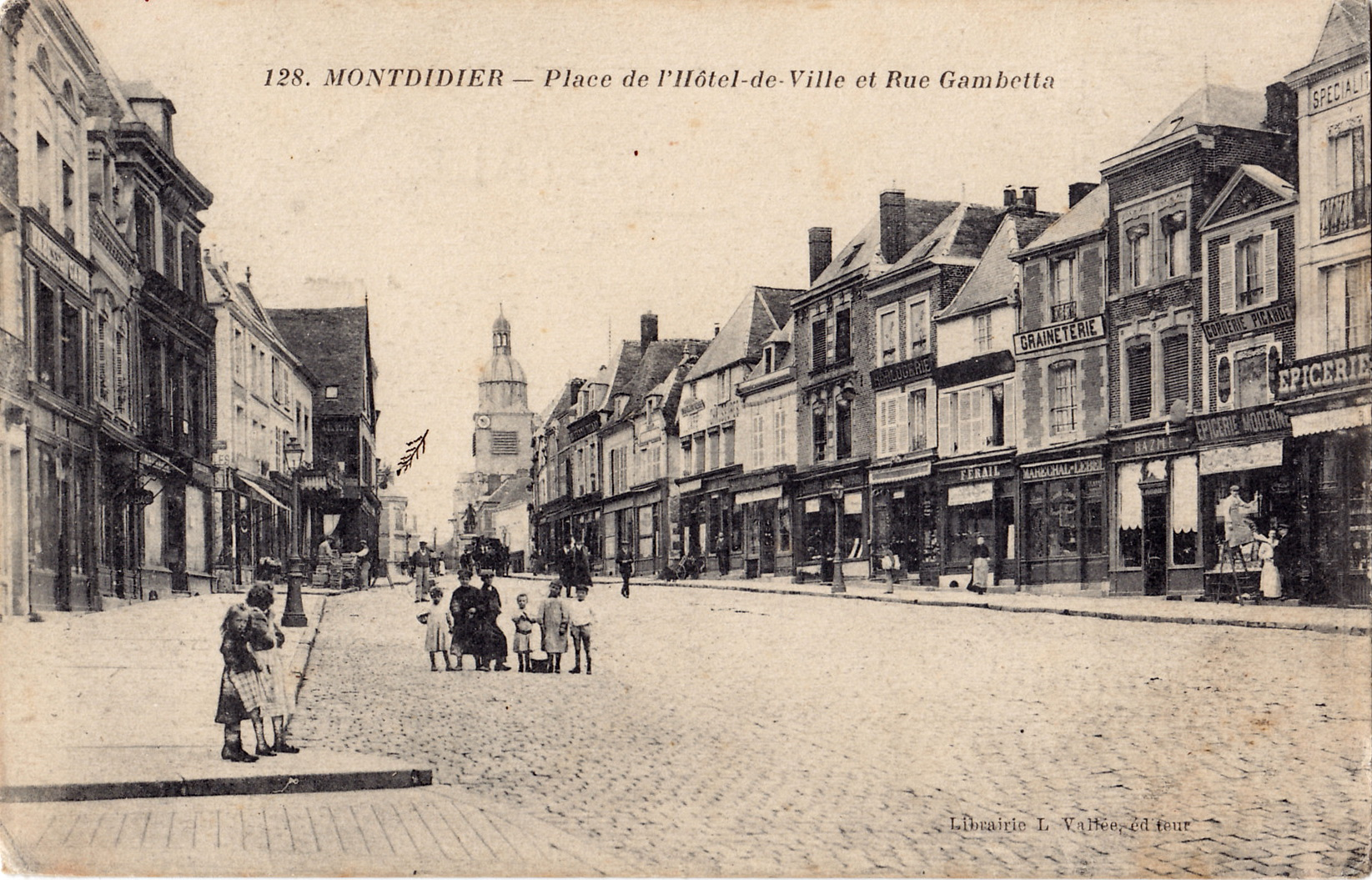
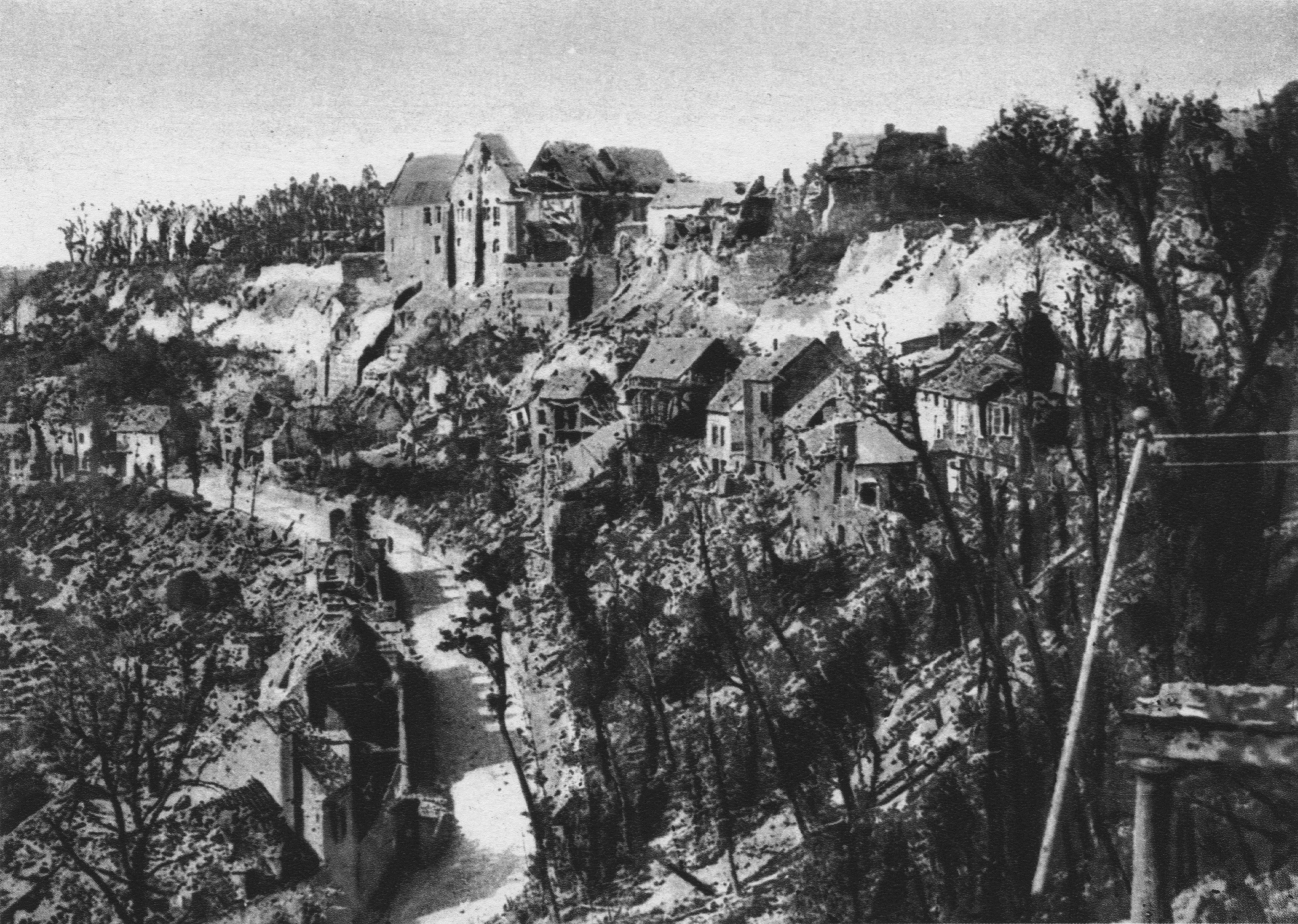
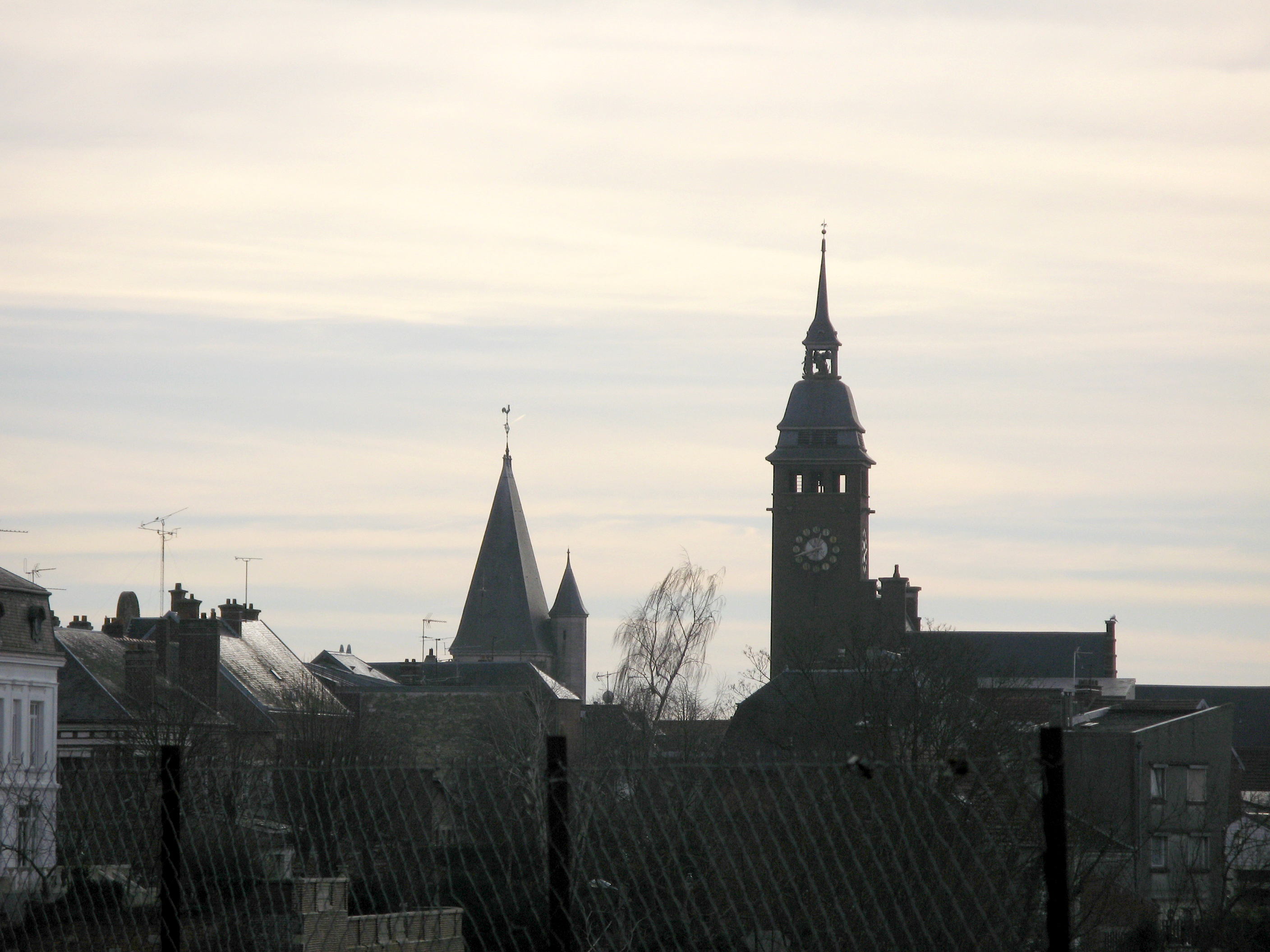
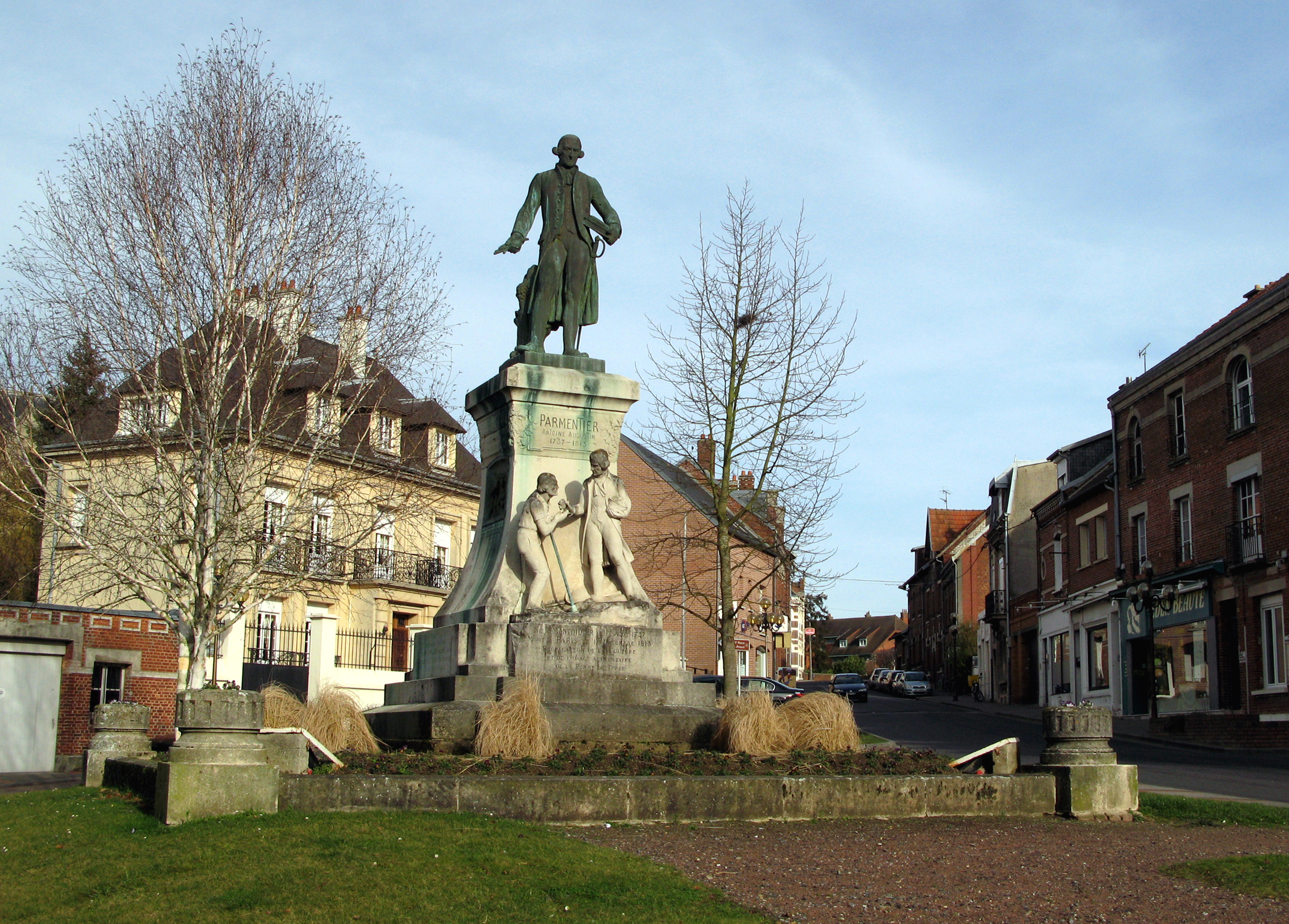
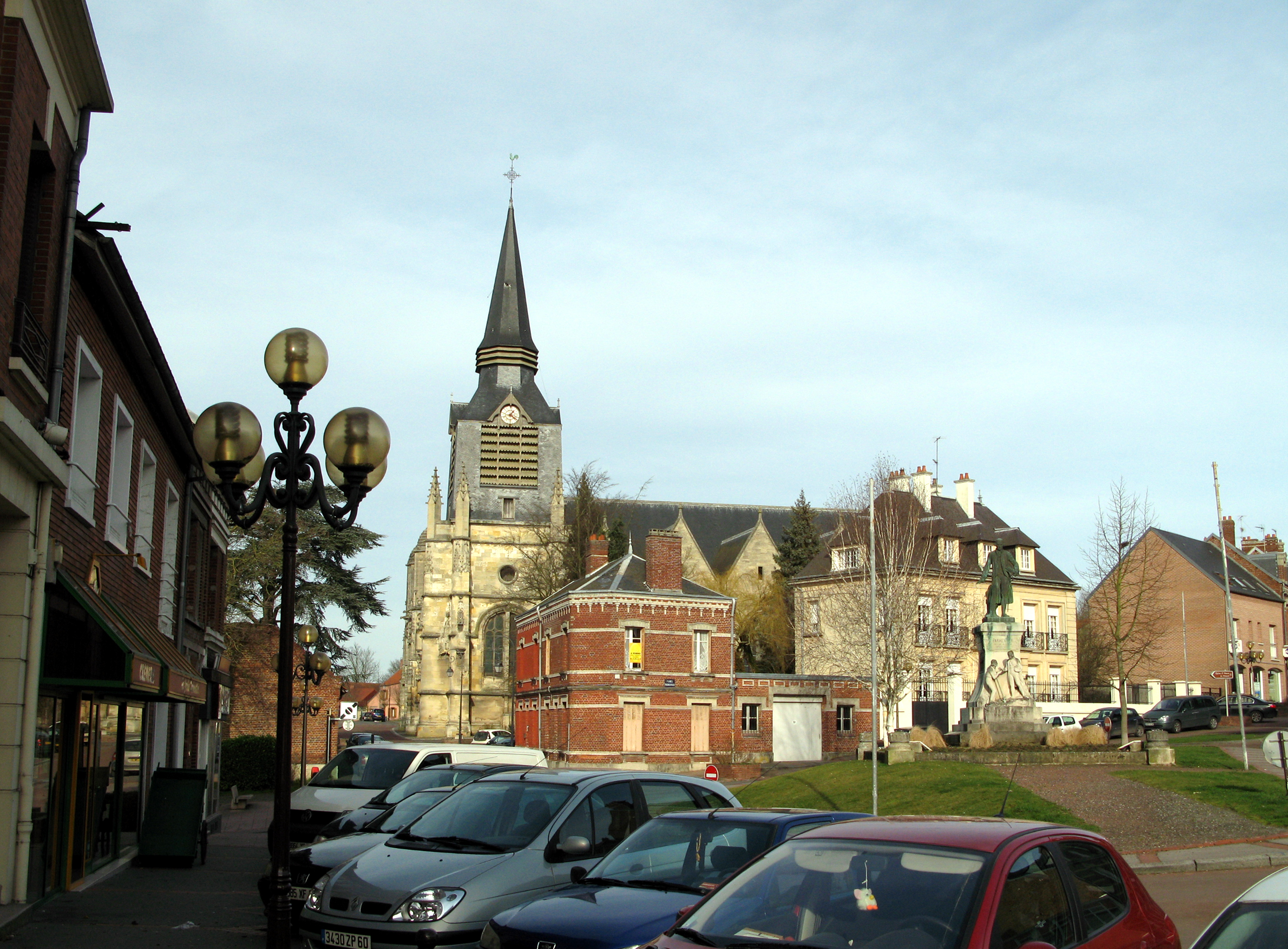